# Sara Levi Nathan
Sara Levi Nathan (Pesaro, 7 dicembre 1819 – Londra, 19 febbraio 1882) è stata una patriota, filantropa e politica italiana.
Figura di spicco del Risorgimento italiano, è stata finanziatrice e confidente di Giuseppe Mazzini e promulgatrice delle idee e delle opere mazziniane.

## Biografia

### Educazione e vita matrimoniale

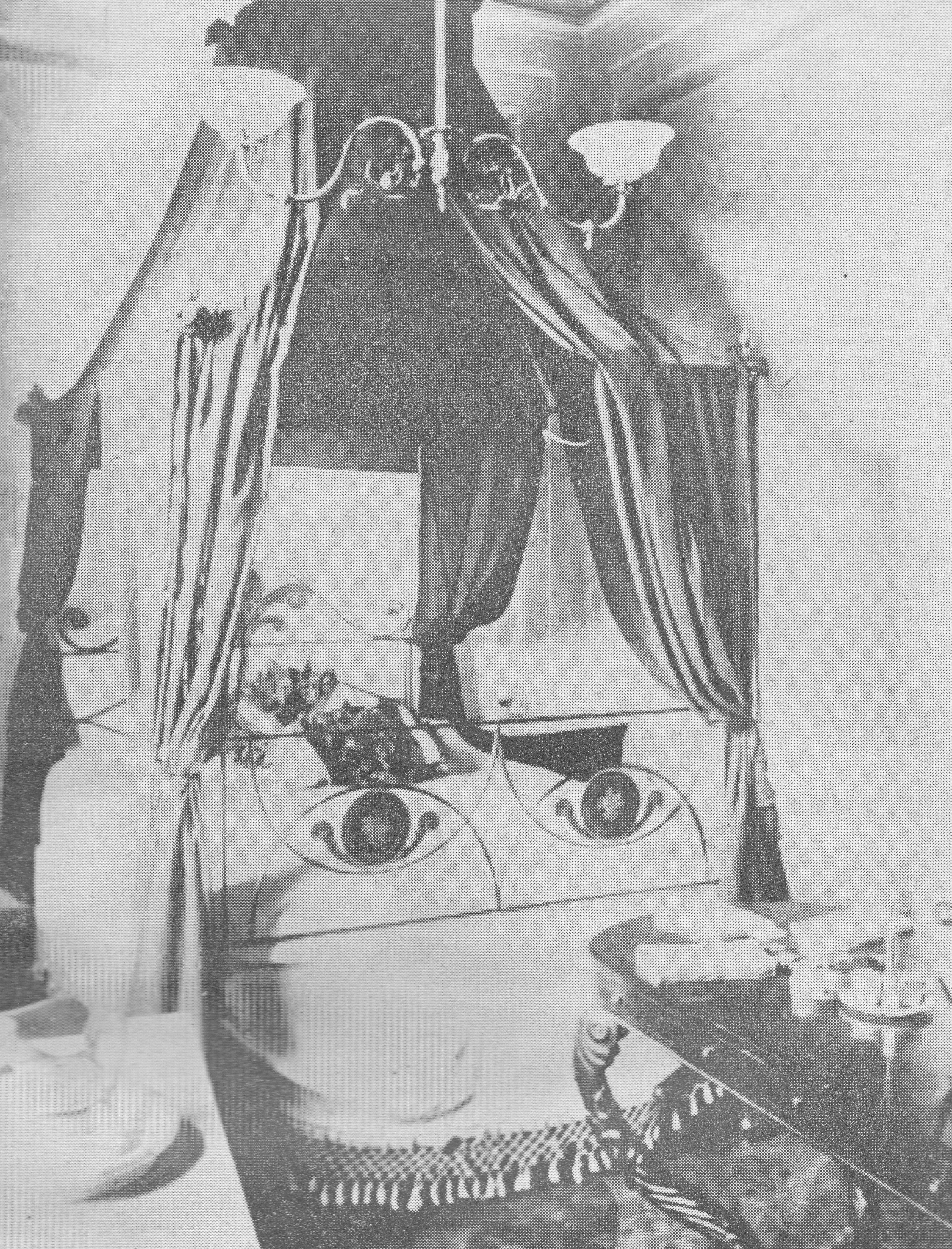
Letto di morte di Mazzini nella casa dei Rosselli

Sara Levi nacque a Pesaro da Ricca Rosselli e Angelo Levi il 7 dicembre 1819. A undici anni rimase orfana di madre e venne affidata a due signore di Modena per completare la propria istruzione, fino a quel momento ricevuta in famiglia.
Per far sì che si preservasse in lei la fede ebraica ed evitare una conversione al cattolicesimo venne in seguito mandata dal padre presso i parenti materni a Livorno, città che garantiva una certa libertà di culto. Qui nel 1835 conobbe il marito Meyer Moses Nathan, un agente di cambio ebreo originario di Francoforte che risiedeva a Londra.
Secondo alcuni biografi Meyer potrebbe essere un figlio dei Rothschild di Francoforte allontanatosi dalla famiglia a causa di dissapori.
I due convolarono a nozze il 29 maggio 1836 ed ebbero dodici figli: David, Henry, Janet, Adolfo, Ernesto, Harriet, Giuseppe, Filippo, Walter, Alfredo, Ada e Beniamino.

### L'incontro e la collaborazione con Giuseppe Mazzini
Levi Nathan conobbe Giuseppe Mazzini nel 1837 a Londra durante il periodo di esilio di quest’ultimo. Attratta fin da subito dalle sue idee rivoluzionarie e antimonarchiche ne divenne fervente seguace. A partire dal 1848, iniziò con lui una corrispondenza epistolare e ne diventò poi confidente. Il tramite tra i due fu Pellegrino Rosselli, cugino di Sara e amico di Mazzini.
La morte del marito avvenuta nel 1859 fece entrare Sara Levi Nathan in possesso di una cospicua eredità che le permise di finanziare Mazzini e le attività insurrezionali. Divenne un membro di spicco del Partito d’Azione e nel 1862 tornò in Italia e si stabilì a Milano.
Insoddisfatta per l'esito monarchico dell'unificazione fece da tramite tra Mazzini e Garibaldi nella speranza che il paese potesse avvicinarsi alla svolta repubblicana che Mazzini tanto desiderava. In una lettera scritta a Garibaldi il 19 agosto 1862 disse che "la Patria è salva se sono uniti i due uomini che l'Italia ama e stima al di sopra di tutti".
Fu messa sotto sorveglianza per le sue attività nel Partito d'Azione e in seguito venne accusata di cospirazione. Per evitare l’arresto fuggì a Lugano, dove nell’agosto 1865 acquistò la villa “La Tanzina” (nome dovuto al nobiluomo Franco Edler von Tanzi, il precedente proprietario, parente del più noto conte Antonio Tanzi di Blevio) che ospitò, oltre a Mazzini, altri italiani come Cattaneo, Bertani e Quadrio.
Mazzini soggiornò nella villa fino al 1871, anno in cui sotto pseudonimo tornò in Italia e si trasferì a Pisa nella casa di Janet Rosselli, figlia di Sara. Nel marzo del 1872, Sara Levi Nathan accorse a Pisa, nella casa dei Rosselli, ove si trovava Mazzini, ormai morente, assistendolo fine alla fine assieme ad altri famigliari. Ai funerali di Mazzini Sara si occupò del feretro insieme alla moglie di Aurelio Saffi e domandò di non imbalsamare la salma, ma la sua richiesta non venne ascoltata.
Nei mesi successivi essa si occupò della pubblicazione delle opere e di tutti gli scritti del patriota repubblicano, acquistando tutti i manoscritti e tutti i diritti su scritti ed opere, affidandone la cura editoriale a diversi esponenti repubblicani, tra i quali il Quadrio.

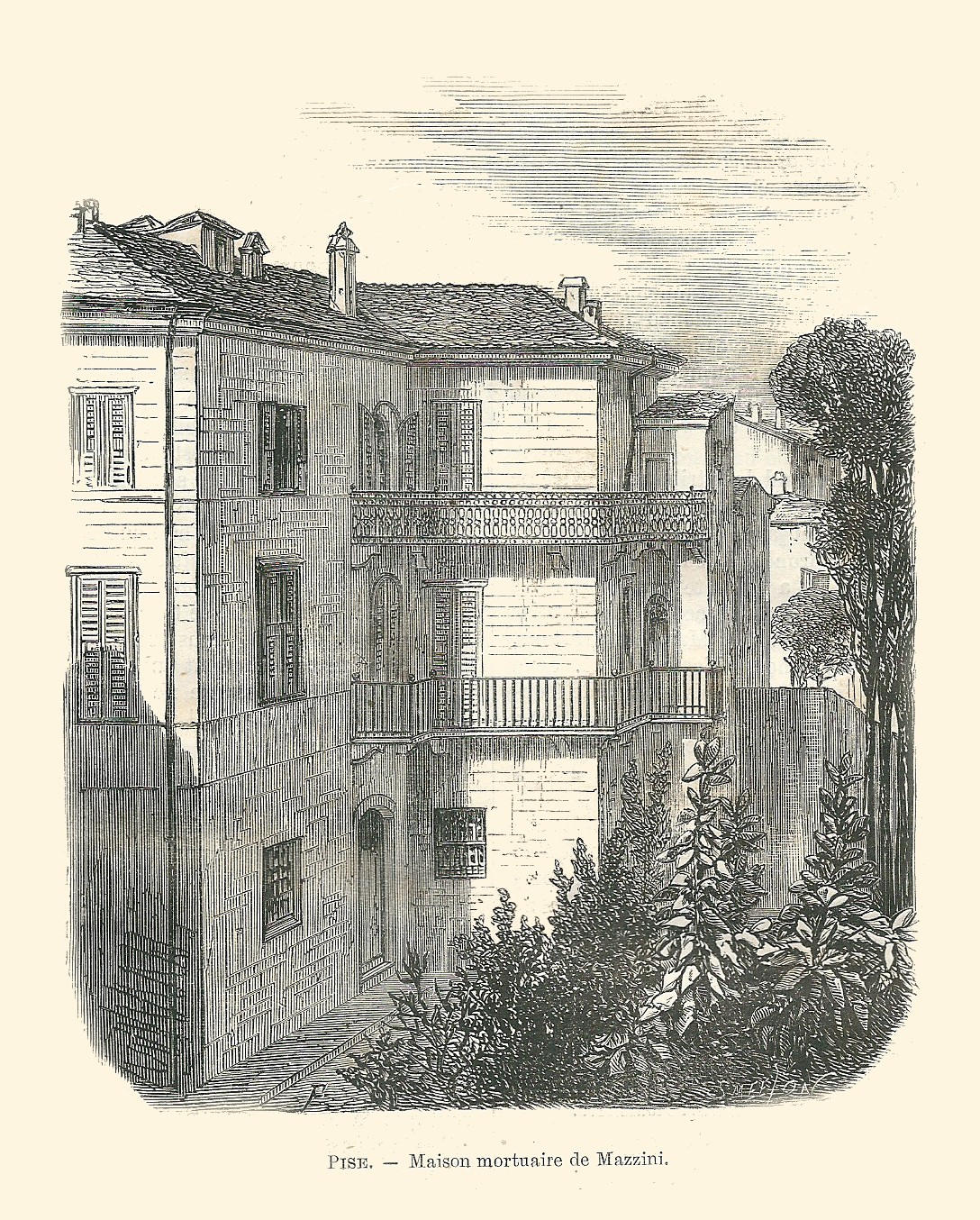
Incisione raffigurante la casa dei Rosselli a Pisa

Il legame con Mazzini e i rivoluzionari le permise di conoscere figure importanti del Risorgimento italiano come Federico Campanella, Gustavo Modena, Carlo Pisacane, Nicola Fabrizi, Aurelio Saffi, Maurizio Quadrio (che scelse come istitutore per i suoi figli), Alberto Mario, Rosolino Pilo, Nino Bixio, Agostino Bertani, Giovanni Nicotera e Carlo Cattaneo.
Alcuni storici ipotizzano una relazione clandestina tra Sara Levi Nathan e Mazzini, attribuendo a quest'ultimo la paternità di Ernesto Nathan, ma quest'ipotesi viene generalmente considerata come un pettegolezzo piuttosto che un fatto storico accertato.

### Il rientro in Italia e l'impegno sociale
Nel 1871 tornò in Italia e si stabilì a Roma, raggiungendo alcuni dei suoi figli.
A Roma dette vita a diverse iniziative: fondò l’Unione benefica, una casa di accoglienza per prevenire il dilagare della prostituzione e offrire alle ragazze alloggi e offerte di lavoro, e una scuola femminile a-religiosa a Trastevere che aveva come obbiettivo quello di promulgare l'emancipazione in modo laico e fu per questo motivo bersaglio delle critiche di molti cattolici.

Si batté per l'abolizione dei regolamenti di Stato sulla prostituzione appoggiando il figlio Giuseppe, che aveva introdotto in Italia le posizioni di Josephine Butler.

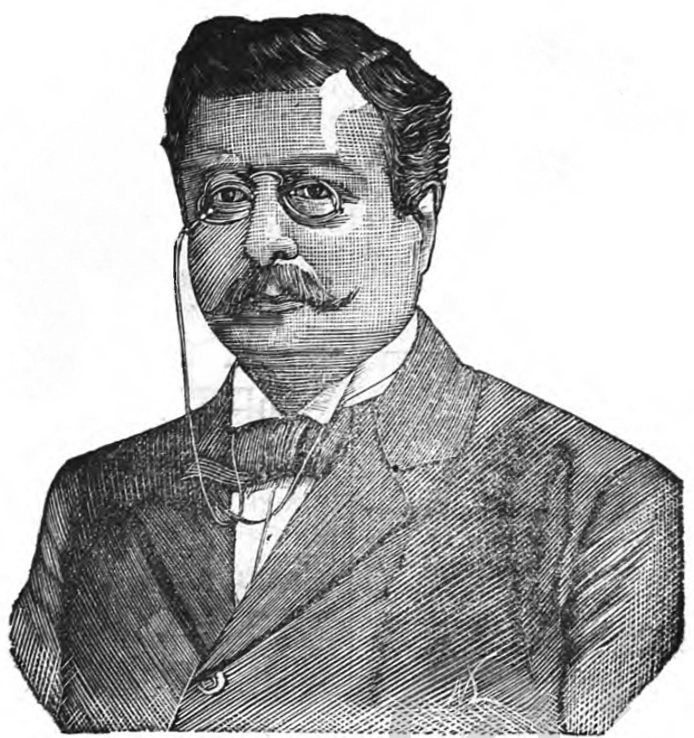
Antonio Fratti, direttore più noto de "Il Dovere"

Aprì inoltre la Sala Mazzini, dove dal 1873 al 1882 ogni domenica si tenevano conferenze sull’opera I doveri dell’uomo e si dedicò insieme ai figli alla raccolta dei manoscritti e alla documentazione delle opere politiche di Mazzini, delle quali aveva acquistato tutti i diritti e che nel 1900 il figlio Ernesto Nathan (sindaco di Roma dal 1907 al 1913) donò allo Stato italiano.
Finanziò inoltre alcuni giornali come l'Emancipazione di Quadrio e nel 1877 contribuì alla fondazione del Dovere, che alla sua morte le dedicò un necrologio nel quale veniva descritta come "Israelita d'origine, ebbe solo la fede inalterata e profonda nel Dio dell'umanità".
Il duro colpo ricevuto a causa della morte improvvisa del figlio Giuseppe, avvenuta nel 1881, ne fece peggiorare lo stato di salute in modo inesorabile.
Morì a Londra il 19 febbraio 1882 in seguito a un'operazione chirurgica che le fu fatale e venne poi portata a Roma e inumata nel Cimitero del Verano.
Nelle sue memorie Amelia Rosselli disse di lei: «Sara Nathan, la madre dei nove fratelli Nathan e delle tre sorelle (una delle quali fu madre di mio marito). Donna di grande volontà, di grande intelligenza, la sua figura sempre grandeggiò nel ricordo dei figli, offuscando del tutto quella del padre, anche dopo morta. Per lunghissimi anni, nel giorno anniversario della sua morte, il 19 febbraio, i figli e le figlie di Sara Nathan convenivano dai punti più lontani d’Europa e si riunivano intorno alla sua tomba, a Campo Verano, a Roma. Il 20 febbraio, altra riunione, alla Scuola Mazzini nel popolare quartiere di Trastevere, fondata dalla famiglia Nathan in omaggio alla memoria di Giuseppe Mazzini (...) Insegnavano, per lo studio, alcune delle sorelle Nathan, e più tardi anche le nipoti, cioè la nuova generazione che cresceva e veniva educata agli stessi ideali.»

## Pensiero
Sara Levi Nathan concepiva la vita come missione e attribuiva all'esistenza umana un forte senso religioso.
A suo parere il problema nazionale italiano avrebbe trovato soluzione solo se fosse avvenuta una crescita a livello intellettuale e spirituale di ogni cittadino. Soprattutto le donne avrebbero potuto beneficiare del cambiamento generale per modificare il proprio ruolo subalterno nella società con una presa di coscienza dei propri diritti.

Ebbe una grande influenza nel suo pensiero e nella sua visione della situazione italiana l'opera Doveri dell'uomo di Mazzini, nella quale egli intraprende una riflessione sui diritti dell'uomo in senso classista.

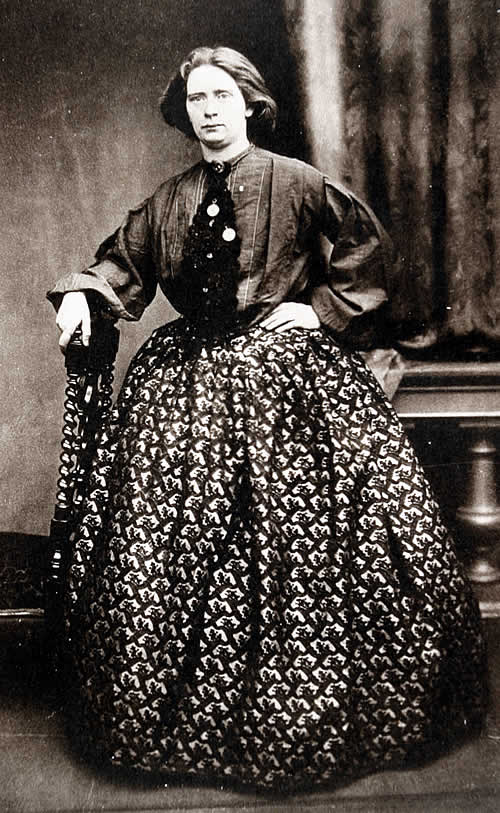
Jessie White Mario

L'emancipazione femminile, in particolare quella dei ceti più bassi, fu per Sara Levi Nathan tema fondamentale nel corso della vita. 
Sara Levi Nathan tentò attraverso le opere filantropiche di educare le giovani generazioni di donne e spronarle al cambiamento della loro condizione.

## Il ruolo di "madre cittadina"
In Doveri dell'uomo Mazzini considera la donna come "angelo della famiglia", e le attribuisce al contempo il ruolo di madre e quello di individuo consapevole, responsabile e partecipe nella società. 
A interpretare questa visione e a coniare il termine di "madre cittadina" furono Giorgina Saffi (moglie di Aurelio Saffi) e Jessie White Mario, altra importante figura del Risorgimento italiano vicina a Mazzini e Garibaldi, scrittrice, biografa e filantropa.
L'amicizia tra Sara Levi Nathan e Jessie White Mario fece sì che quest'ultima ne ammirasse il "doppio lavoro", ovvero la capacità di crescere ed educare personalmente i dodici figli e contemporaneamente dedicarsi alla causa politica e alla filantropia, incarnando perfettamente l'ideale mazziniano di "madre cittadina".

## Note

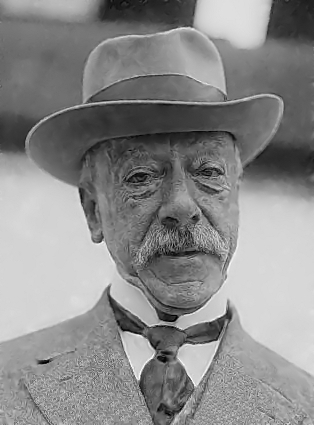
Ernesto Nathan, figlio di Sara Levi Nathan e sindaco di Roma dal 1907 al 1913